# Hrabstwo El Paso (Kolorado)

Piramida wieku hrabstwa

Hrabstwo El Paso to hrabstwo w stanie Kolorado. Według spisu w 2020 roku liczy 730,4 tys. mieszkańców i jest najludniejszym hrabstwem w stanie Kolorado. Stolicą i największym miastem hrabstwa El Paso jest Colorado Springs.
Hrabstwo słynie z tego, że jest bastionem republikanów i konserwatystów, oraz uznawane za serce wspólnoty ewangelikalnej w Kolorado. Obszar ten obejmuje znaczące instalacje wojskowe, takie jak Fort Carson i Baza Sił Powietrznych Peterson.

## Sąsiednie hrabstwa
- Hrabstwo Douglas – północ
- Hrabstwo Elbert – północny wschód
- Hrabstwo Lincoln – wschód
- Hrabstwo Crowley – południowy wschód
- Hrabstwo Pueblo – południe
- Hrabstwo Fremont – zachód
- Hrabstwo Teller – zachód

## Demografia
W latach 2010–2020 populacja hrabstwa wzrosła o 17,4% do 730,4 tys. mieszkańców, w tym 83,3% to byli biali, 6,9% to czarni lub Afroamerykanie, 4,9% miało rasę mieszaną, 3,1% miało pochodzenie azjatyckie i 1,4% to była rdzenna ludność Ameryki. Latynosi stanowili 17,7% populacji hrabstwa.

### Miasta
- Calhan
- Colorado Springs
- Fountain
- Green Mountain Falls
- Manitou Springs
- Monument
- Palmer Lake
- Ramah

### CDP
- Air Force Academy
- Black Forest
- Cascade-Chipita Park
- Cimarron Hills
- Ellicott
- Gleneagle
- Peyton
- Rock Creek Park
- Security-Widefield
- Stratmoor
- Woodmoor

## Religia
Pod względem religijnym w 2010 roku największą grupę stanowią osoby niestowarzyszone w żadnym związku wyznaniowym. Do największych grup religijnych należą protestanci (21,2%), katolicy (8,4%), mormoni (3,0%), świadkowie Jehowy (10 zborów) i buddyści Mahajana (0,3%).
Hrabstwo El Paso posiada największą liczbę ewangelikalnych protestantów i mormonów w stanie Kolorado. Populacja ewangelikalnych liczy 95 284 ochrzczonych członków (15,3%), podczas gdy mormonami jest 18 730 osób.